# Herman Niklas Grim
Herman Niklas Grim (également connu sous le nom de Hermann Nicolaus Grimm ou de Hermannus Nicolaus Grimmius, né en 1641 à Visby ; décédé en 1711 Stockholm) était un voyageur, médecin et naturaliste suédois actif dans les Indes orientales qui a écrit d'importants ouvrages sur les plantes et les remèdes en Asie et en Afrique australe.

## Biographie
Herman Niklas Grim est né à Visby, sur la côte ouest de l'île suédoise de Gotland. Il est le fils de Nils Grim. Il a d'abord étudié à Copenhague avec le célèbre alchimiste et médecin Olaus Borrichius (1626-1690), l'un des fondateurs de la science expérimentale au Danemark. La combinaison de la chimie et de la médecine allait façonner le reste de sa vie. Il s'est ensuite rendu aux Pays-Bas, où il a obtenu son diplôme de médecin à Leyde en 1662. La même année, il fait un bref séjour à Bordeaux. Il a ensuite pris part à une expédition en Nouvelle-Zemble dans l'océan Arctique. Selon certaines remarques de son Compendium Medico-Chymicum, en 1664, il est au service de la Compagnie néerlandaise des Indes orientales (VOC) en tant que premier chirurgien sur un navire, et au cours de l'année suivante, il arrive à Batavia, la principale base des Hollandais en Asie.
Entre 1667 et 1682, Grim a travaillé en tant que "docteur chimiste" pendant une période incertaine dans les pharmacies bataves de la VOC dirigées par le médecin Andreas Cleyer. Il y rencontre le médecin Johann Otto von Hellwig de Kölleda, qui n'est pas moins ambitieux dans son examen du monde de l'Asie de l'Est. En 1674/75 au moins, Grim était stationné à l'hôpital de Colombo à Ceylan (aujourd'hui Sri Lanka), qui était alors sous le contrôle de la VOC.
Grim a résumé les résultats de ses observations médicales à Ceylan dans Laboratorium Chymicum, Gehouden op het voortreffelycke Eylandt Ceylon, qui a été imprimé à Batavia en 1677 aux frais de la VOC. C'est le premier travail scientifique notable sur Ceylan. L'impulsion est certainement venue d'Andreas Cleyer, qui était responsable de la fourniture de remèdes par la société et qui avait quelques difficultés à fournir des quantités suffisantes à des prix raisonnables. Pendant plusieurs décennies, la pharmacopée d'Amsterdam (Pharmacopoeia Amstelredamensis) a été considérée comme la norme contraignante. C'est pourquoi la plupart des remèdes ont été fournis par les Pays-Bas à un coût élevé. Les bris de bouteilles n'étaient pas rares, et l'humidité et la chaleur des latitudes méridionales affectaient la qualité des substances. Grim a introduit des remèdes de Ceylan qui pouvaient être utilisés comme substituts aux approvisionnements européens. Cleyer n'était pas ingrat. Au début de 1678, il délégua les visites du corps médical bataves à Grim, lui assurant ainsi une augmentation de salaire. En 1679, Grim publia le Compendium medico-chimicum, seu accurata medendi methodus. Le 19 novembre de la même année, Cleyer a rédigé sa propre déclaration, adressée au gouverneur général et au "Conseil de l'Inde", sur l'utilisation des drogues des Indes orientales. Grim a repris cette question plus tard et a ajouté en 1684 une Pharmacopée Indica avec des remèdes indigènes à la deuxième édition du Compendium medico-chymicum imprimé à Augsbourg. 
En mai 1681, Grim est envoyé à Sillida (aujourd'hui Painan), sur la côte ouest de Sumatra, en tant que conseiller minier. Le médecin hollandais Willem ten Rhijne fait partie de l'expédition. La VOC tente de promouvoir l'exploitation de l'or sur l'île, mais le climat meurtrier fait des ravages. Grim y est envoyé pour soigner les malades, notamment l'inspecteur minier et écrivain Johann Wilhelm Vogel dont il recommande le transfert à Batavia. Certaines des observations de Grim ont été publiées en 1686 sous le titre Minera auri et argenti sumatrensis. Grim n'était plus intéressé par le renouvellement de son contrat qui arrivait à échéance avec la société. Le 5 octobre 1681, il reçoit l'autorisation de rentrer chez lui avec sa femme et sa famille. L'année suivante, il arrive à Amsterdam.  
Grim a brièvement travaillé comme médecin aux Pays-Bas, après quoi il se serait rendu à Nuremberg. En 1683, il est devenu médecin provincial dans le Södermanland suédois, puis médecin du comté de Frise orientale, puis médecin de garnison à Tönningen (Holstein-Gottorp). Il s'installe finalement sur l'île de Gotland, puis cinq ans plus tard à Stockholm, où il est admis au Collegium medicum, une organisation de médecins qui s'efforce d'élever le niveau de la médecine depuis 1662. Il aurait légué une grande collection d'histoire naturelle à cette institution. En 1710, il est nommé médecin de la peste, et l'année suivante, il succombe à la maladie.   

## Hommages
En 1758 Carl von Linné a nommé en l'honneur de Grimm l'espèce Sylvicapra grimmia, décrite pour la première fois par Grimm en 1686. 